# Pele (esogeologia)
Pele è un centro eruttivo situato nell'emisfero meridionale di Io, uno dei quattro satelliti galileani di Giove. È, dopo l'Olympus Mons, il vulcano più esteso e alto del Sistema solare. È stato osservato per la prima volta dalla sonda Voyager 1.
Le continue eruzioni hanno creato un anello di lava solidificata attorno ad esso che, visto dall'esterno, appare rossastro per via del continuo afflusso lavico che scioglie la superficie del satellite. Il cratere ha dimensioni di 30 × 20 km, mentre in alcune sue eruzioni i pennacchi di gas e materia che fuoriescono possono raggiungere i 400 km di altezza